# Embidobia brittanica
Embidobia brittanica är en stekelart som beskrevs av Girault 1917. Embidobia brittanica ingår i släktet Embidobia och familjen Scelionidae. Inga underarter finns listade i Catalogue of Life.